# Jadwiga Sachnowska
Jadwiga Sachnowska 1 v. Bogusławska, 2 v. Piotrowska, (ur. 2 listopada 1885 w Warszawie, zm. 8 marca 1959 w Poznaniu) – polska aktorka teatralna.

## Życiorys
Była córką Józefa i Ludwiki z domu Zmigryder. Ukończyła Szkołę Aplikacyjną przy Teatrach Rządowych w Warszawie (1909). W latach 1909–1911 występowała na deskach Teatru Małego, który był sceną debiutancką dla młodych artystów. W następnych latach grała w Płocku (1911–1912), Wilnie (1912–1913), a także w Kijowie, w tamtejszym Teatrze Polskim (1913–1915). W 1915 wróciła do Warszawy, gdzie występowała na kilku scenach, a także zajęła się prowadzeniem teatru dziecięcego. W 1918 przeprowadziła się do Poznania i od 1919 do 1939 grała w Teatrze Polskim. W okresie okupacji niemieckiej mieszkała w Warszawie. Od 1949 (po śmierci męża) przyjechała znów do Poznania, gdzie występowała już do śmierci. Swoją karierę artystyczną podsumowała następującymi słowami: Grałam tylko służące, stare panny, ciotki i ciotunie. Taki był już od początku mój sceniczny los, na który się wcale zresztą nie skarżyłam, bo przyniósł mi wiele zadowolenia no i... szczerego uznania publiczności. 
Została pochowana na cmentarzu Jeżyckim w Poznaniu (kwatera L-28-5). 

## Twórczość
Przez cały okres swojej działalności artystycznej grała głównie role charakterystyczne, ciesząc się szczególną popularnością w Poznaniu. Grała szerokie spektrum postaci, zarówno dramatycznych, jak i komediowych, m.in. Panią Rollisonową z Dziadów, Wdowę z Balladyny, Panią Dulską z Moralności Pani Dulskiej, Gospodynię z Wesela, Szambelanową z Pana Jowialskiego, Podstolinę z Zemsty, Celinę Bełską z Domu kobiet, czy Wuliczkę z Grzechu autorstwa Stefana Żeromskiego. 

## Rodzina
Była dwukrotnie zamężna. Jej drugim mężem był aktor i dyrektor teatru, Maksymilian Piotrowski (1882–1949).

## Odznaczenia
- Złoty Krzyż Zasługi (16 lutego 1951)[4]